# Natuurbranden in het Amazonegebied

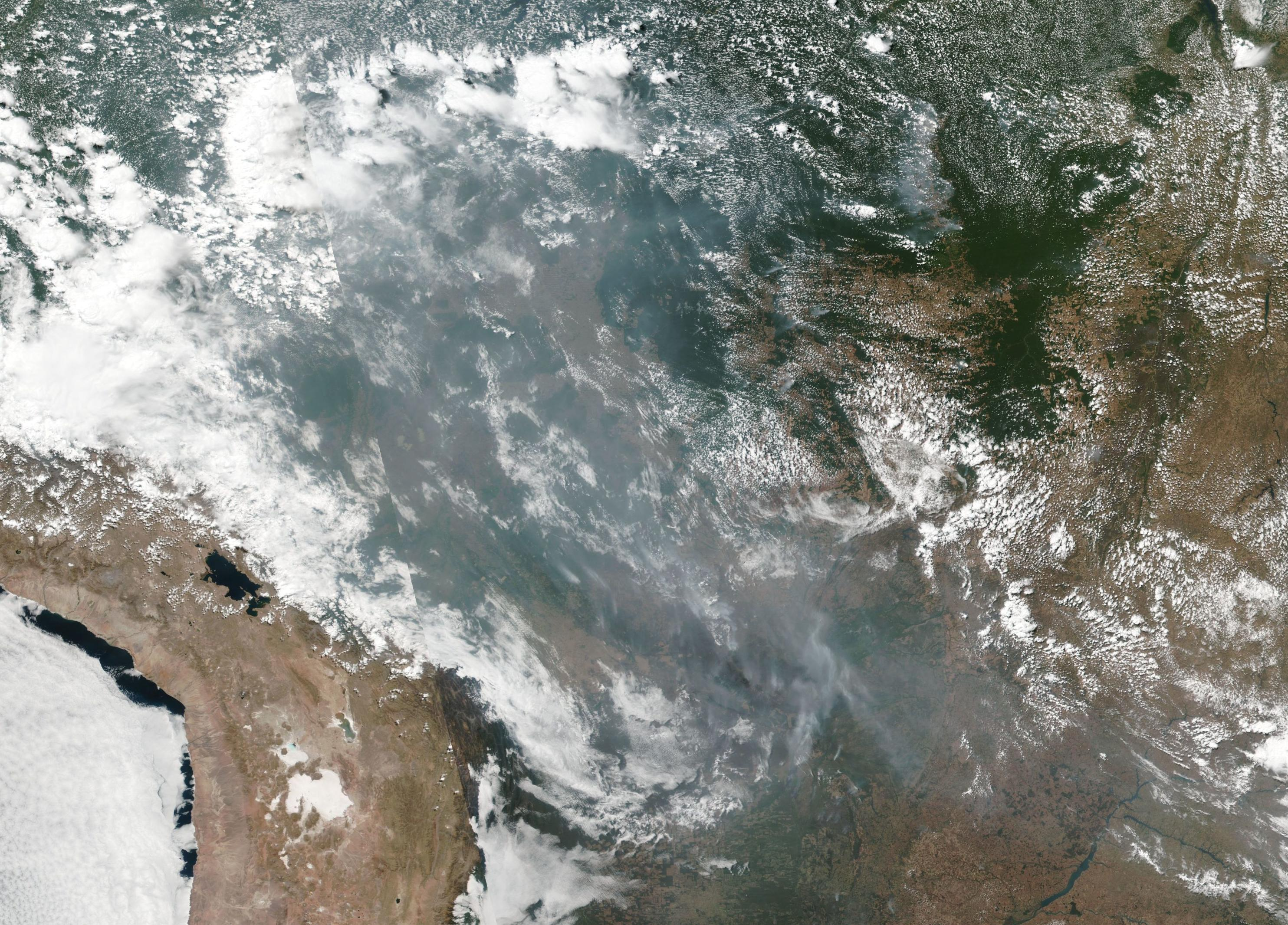
Satellietbeeld toont de rook van natuurbranden in het Amazonegebied op 20 augustus 2019

Natuurbranden in het Amazoneregenwoud zijn een jaarlijks in het droge seizoen terugkerend fenomeen, met nochtans een toenemende milieubelasting.
Sedert 2013 worden de branden vanuit de ruimte in de gaten gehouden door het Instituto Nacional de Pesquisas Espaciais (INPE), het Braziliaanse ruimtevaartinstituut. Uit de cijfers blijkt dat het aantal branden van jaar tot jaar weliswaar schommelt, maar over de hele lijn stijgt.

## 2019
In de zomer van 2019 registreerde het INPE een uitzonderlijk aantal branden in het Braziliaanse Amazonewoud: meer dan 75.000, van januari tot 21 augustus, bijna het dubbele van 2018. De branden veroorzaakten de nodige commotie: zo ontsloeg president Bolsonaro, een klimaatscepticus, de directeur van het ruimte-instituut INPE nadat de instelling cijfers over de bosbranden had gepubliceerd. De Franse president Emmanuel Macron noemde, naar aanleiding van de G7-top in Biarritz op 24 augustus 2019, de branden een “internationale crisis”. Bezorgde burgers wereldwijd laakten de lakse houding van de Braziliaanse overheid, maar president Bolsonaro betwistte de cijfers, en wees de kritiek van de hand.
Na Brazilië werden ook felle natuurbranden gesignaleerd in de buurlanden Bolivië, Colombia en Paraguay.

## 2020

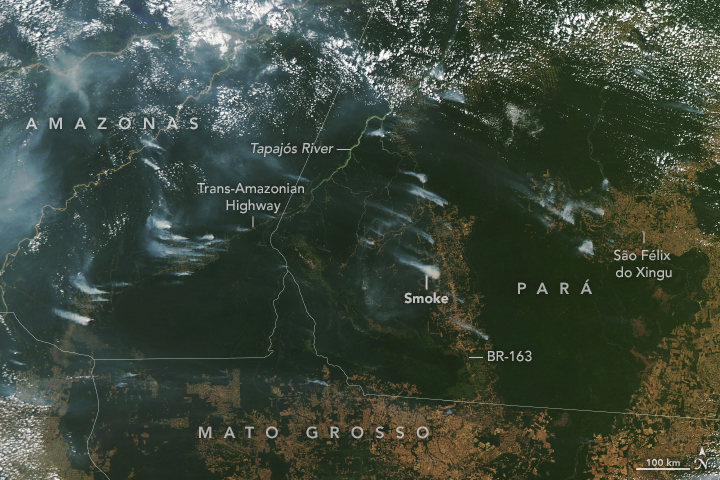
Satellietbeeld van MODIS op 1 augustus 2020.

Tussen januari en augustus werden in Brazilië 44.013 bosbranden geregistreerd in het Amazonegebied en Pantanal, het draslandgebied ten zuiden van het Amazonewoud. Binnen het Amazonegebied ging het om 6.315 brandhaarden, in de Pantanal stond het aantal branden gelijk aan dat van de afgelopen zes jaar. De branden in de Pantanal bleken meest aangestoken door mensen.
In augustus verklaarde president Jair Bolsonaro dat "de media en buitenlandse regeringen een vals verhaal vertellen over de Amazone", en wees hij beschuldigend naar de inheemse volkeren in de Amazone, die de branden zouden aangestoken hebben. In dezelfde maand meldde het Braziliaanse Nationale Instituut voor Ruimte-onderzoek (INPE) dat uit satellietgegevens bleek dat het aantal branden in de Amazone in 2020 nog was gestegen ten opzichte van 2019.